# Formazione dei The Cult
Quella che segue è la lista di tutti i componenti della rock band The Cult, dalla fondazione fino a oggi.
La line up, caratterizzata sin dall'inizio da una forte instabilità, ha visto presenziare, nei suoi primi quarant'anni di attività, oltre venti musicisti.

## Storia
La formazione del primo album era composta da Ian Astbury, Billy Duffy, Jamie Stewart e Nigel Preston e rimase pressoché invariata anche nel secondo disco in studio della band. La prima modifica sostanziale della formazione si ebbe nel gennaio del 1987 con l'ingresso del bassista Stephen Harris (Kid Chaos), proveniente dagli Zodiac Mindwarp and the Love Reaction, e del batterista Les Warner.
Alla conclusione delle tournée di Electric Harris e Warner furono entrambi licenziati (inizio del 1988) e il gruppo tornò in studio con il batterista Mickey Curry della band di Bryan Adams.
Prima dell'inizio del successivo tour promozionale, Mickey Curry venne licenziato; al suo posto fece il suo ingresso nella band Matt Sorum, proveniente dai Johnny Crash. Dopo che il tour di Sonic Temple terminò nell'aprile 1990, il bassista fondatore Stewart lasciò i Cult per concentrarsi sulla produzione, la composizione e trascorrere del tempo con sua moglie.
Nel luglio dello stesso anno se ne andò anche Matt Sorum, che fu chiamato a sostituire Steven Adler nei Guns N' Roses; al suo posto venne scelto James Kottak, proveniente dai The McAuley Schenker Group, a sua volta rimpiazzato da Charley Drayton.
I Cult tornarono in tour nell'ottobre 1991, con una nuova formazione composta dal bassista Kinley Wolfe e dal batterista Michael Lee, e successivamente venne aggregato anche il chitarrista Mike Dimkich, successivamente nei Bad Religion. La formazione rimase invariata fino al 1995, quando la band si sciolse.
Nell'aprile del 1999, Astbury e Duffy riformarono i Cult, con il ritorno del batterista Matt Sorum e del nuovo bassista Martyn LeNoble. Anche Mike Dimkich tornò nella band. LeNoble se ne andò dopo che le date del tour terminarono nell'estate del 2000 e il suo posto venne preso da Chris Wyse.
Nel 2000 si ebbe l'ingresso nella band di Billy Morrison, fuoriuscito dagli Into a Circle, e nel 2002 la band si sciolse di nuovo.
Dopo diversi mesi di voci, una seconda reunion dei Cult è stata annunciata nel gennaio 2006, con il ritorno del bassista Chris Wyse e l'ingresso del batterista John Tempesta (ex Exodus, Testament e White Zombie). Questa formazione è rimasta stabile per diversi anni, pubblicando Born into This nel 2007, e Choice of Weapon nel 2012.

## Formazione

### Attuale
- Ian Astbury – voce (1983–1995, 1999–2002, 2006–presente)
- Billy Duffy – chitarra (1983–1995, 1999–2002, 2006–presente)
- Damon Fox – tastiera (2015–presente)
- Charlie Jones – basso (2015–presente)
- John Tempesta – batteria (2006–presente)

### Ex membri
- Ray Mondo – batteria (1983)
- Nigel Preston – batteria (1983–1985)
- Mark Brzezicki – batteria (1985)
- Les Warner – batteria (1985–1988)
- Kid Chaos – basso (1987)
- Eric Singer – batteria (1988)
- Mickey Curry – batteria (1989; 1991)
- Matt Sorum – batteria (1989–1990; 1999–2002)
- James Kottak – batteria (1990–1991)
- Michael Lee – batteria (1991–1992)
- Scott Garrett – batteria (1992–1995; 2002)
- Jamie Stewart – basso, tastiere (1983–1990)
- Todd Hoffman – basso (1990–1991)
- Charley Drayton – basso (1991)
- Kinley Wolfe – basso (1991–1993)
- Craig Adams – basso (1993–1995; 2002)
- Martyn LeNoble – basso (1999, 2001)
- Billy Morrison – basso (2001–2002)
- Chris Wyse – basso (2000; 2006–2015)
- Jimmy Ashhurst – basso (2015)[1]
- Mike Dimkich – chitarra (1993; 1999–2002; 2006-2013)
- James Stevenson – chitarra (1994–1995; 2013–2015)